# Riot Act
Pour l'album de Pearl Jam, voir Riot Act (album).

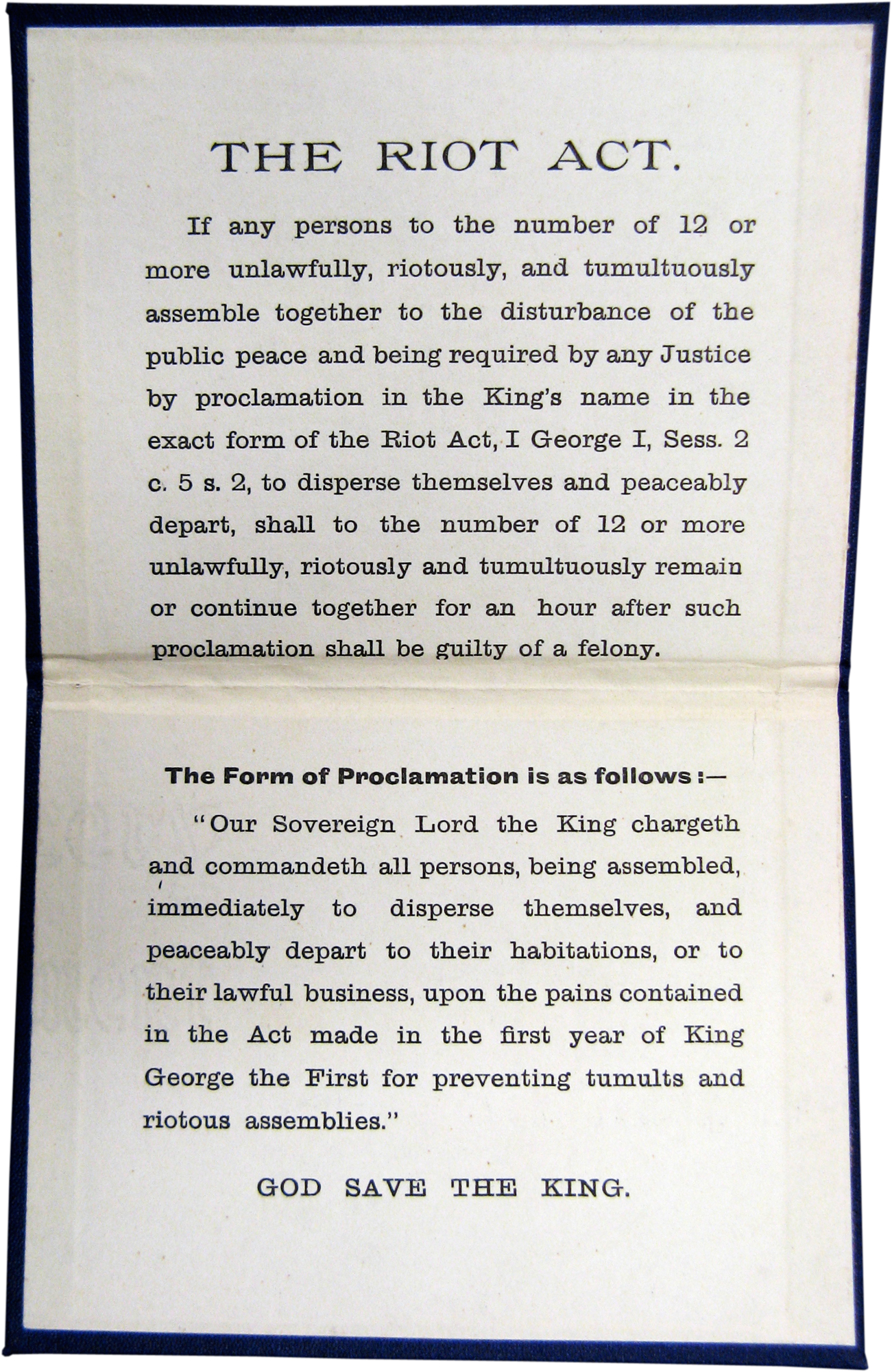
Texte du Riot Act.

Le Riot Act (1 Geo.1 St.2 c.5) est une loi du Parlement de Grande-Bretagne votée en 1714 qui autorise les autorités locales à déclarer tout rassemblement de plus de douze personnes comme hors-la-loi, pouvant ainsi les contraindre à se disperser ou à encourir les rigueurs de la loi. C'est à la suite des émeutes de Sacheverell qu'elle fut instaurée. La loi dont le libellé complet est An act for preventing tumults and riotous assemblies, and for the more speedy and effectual punishing the rioters, entra en vigueur le 1er août 1715 et resta dans les registres de la loi jusqu'en 1973.